# 拉莫斯·瑠偉
拉莫斯·瑠偉（日语： Ramosu Rui；1957年2月9日—），已退役巴西裔日本足球運動員，司職中場，前日本國家足球隊成員，前任日本國家沙灘足球隊主教練。

## 俱樂部生涯
拉莫斯1957年2月9日出生于巴西里约热内卢州内地小城门德斯。拉莫斯兄弟姐妹5人，他排名第4。小时候对足球的喜爱。
10岁时，拉莫斯失去了父亲。1970年，13岁的拉莫斯跟母亲和兄弟姐妹们一起搬到了圣保罗，拉莫斯打工挣钱，以帮助母亲维持家庭。读中学时，拉莫斯放弃了学业，到当地的一些业余球队踢球。
在伊皮兰加区传统业余球队Black Power（黑色权力），拉莫斯表现出色。之后，他又到位于大圣保罗的南圣卡埃塔诺的萨阿德队踢过球，当时萨阿德队征战圣保罗州低级联赛。
1977年3月，年仅20岁的拉莫斯收到一份来自日本的邀请。有一位巴西日裔朋友推荐拉莫斯去读卖新闻队踢球。读卖足球队是川崎绿茵（后来的东京绿茵）的前身。1977年3月29日，拉莫斯抵达日本。
当时拉莫斯只想在日本两三年，然后就回巴西。1977年10月10日，拉莫斯在日职联赛上亮相。
拉莫斯开始适应日本和日本足球。最初踢中卫，主教练见他技术和意识不错，就让他踢起了前锋。再后来，他又改踢中场。
1979年，拉莫斯出场15次打进14球，成了日本联赛最佳射手，又是联赛助攻王（7次）。他还帮助球队赢得日本联赛杯，并且入选赛事最佳阵容。当时，拉莫斯只有22岁。
拉莫斯的职业生涯开始成功。不过，1981年8月，他遭遇车祸，左脚骨折。1981年11月，车祸3个月后，拉莫斯出院了。
之后，拉莫斯迎来了足球职业生涯最出色的时期。他帮助球队夺得1983年、1984年、1987年日本联赛冠军和1984年、1986年和1987年天皇杯。1983年，他再度成为联赛最佳射手。
在读卖新闻队，拉莫斯表现出色，率队夺得1991年和1992年日本联赛冠军。
1993年和1994年，他率队再次奪得联赛冠军。1993年决赛，拉莫斯领衔的川崎绿茵击败济科率领的鹿岛鹿角。1994年决赛，川崎绿茵击败广岛三箭，正是拉莫斯打进的制胜球。那两年拉莫斯都入选联赛最佳阵容。
最后一次联赛夺冠时，拉莫斯已是37岁。此后他状态逐渐下滑。1996年，39岁的拉莫斯转投京都不死鸟。近两年后，拉莫斯于1998年重返川崎绿茵，为老东家打了职业生涯最后一个赛季，当时他已经41岁。

## 國家隊生涯
1988年，拉莫斯申请日本国籍。1989年11月22日，历经15个月，拉莫斯终于成为日本公民。1990年9月北京亚运会，拉莫斯首次代表日本国家队出战。
在日本国家队，拉莫斯参加了1992年亚洲杯。他身披10号球衣，以绝对主力身份，率领日本队拿下史上第一个洲际大赛冠军。
1994年世界杯亚洲区预选赛，日本队是出线热门。六强赛阶段，6队在多哈打单循环赛制。最后一战对伊拉克，比赛中，日本队两度领先，两度被扳平。伊拉克最后一球是在第90分钟打进。
1995年8月9日，拉莫斯最后一次为日本队出战，对手正好是巴西。拉莫斯身披10号球衣，但日本队1比5不敌扎加洛带领的巴西队。

## 個人生活
1984年，拉莫斯与比自己小3岁的女友结婚。婚后，妻子为拉莫斯生下一女一子，女儿叫法比亚娜，儿子叫法比亚诺。

## 外部連結
- ラモス瑠偉公式サイト(カリオカスポーツプロモーション） （页面存档备份，存于）
- 拉莫斯·瑠偉 – FIFA國際賽競賽紀錄 (存檔) （英文）
- 日本職業足球聯賽中的拉莫斯·瑠偉 （日語）
- 拉莫斯·瑠偉在 National-Football-Teams.com 上的出场纪录 （英文）
- ラモス清流の国ぎふプロジェクト （页面存档备份，存于）
- ラモス瑠偉オフィシャルブログ CARIOCA Powered by Ameba （页面存档备份，存于）
- ラモスフィールド｜インドアフットサル （页面存档备份，存于）
- National Football Teams （页面存档备份，存于）
- Japan National Football Team Database